# Gershwin on Guitar
Gershwin on Guitar är ett musikalbum från 2007 av jazzgitarristen Andreas Pettersson med musik av George Gershwin.
The Preludes är klassiska stycken från 1929 som här för första gången någonsin spelas av en jazzkvartett.

## Låtlista
1. The Preludes: Part I (George Gershwin) – 2'21
2. The Preludes: Part II (George Gershwin) – 4'37
3. The Preludes: Part III (George Gershwin) – 4'31
4. Embraceable You (George & Ira Gershwin) – 5'09
5. The Man I Love (George & Ira Gershwin) – 6'11
6. Strike Up the Band (George & Ira Gershwin) – 4'35
7. Summertime (George & Ira Gershwin/DuBose Heyward/Dorothy Heyward) – 4'37
8. Oh, Lady, Be Good!  (George & Ira Gershwin) – 4'32
9. It Ain't Necessarily So (George & Ira Gershwin/DuBose Heyward/Dorothy Heyward) – 6'35
10. Love Walked In (George & Ira Gershwin) – 7'18
11. 'S Wonderful (George & Ira Gershwin) – 5'08
12. Bess, You Is My Woman Now (George & Ira Gershwin/DuBose Heyward/Dorothy Heyward) – 6'31

## Medverkande
- Andreas Pettersson – gitarr
- Daniel Tilling – piano
- Martin Sjöstedt – bas
- Daniel Fredriksson – trummor, slagverk

## Recensioner
- Svenska Dagbladet 2007-05-09
- Lira 2007-07-10